# Programme spatial brésilien

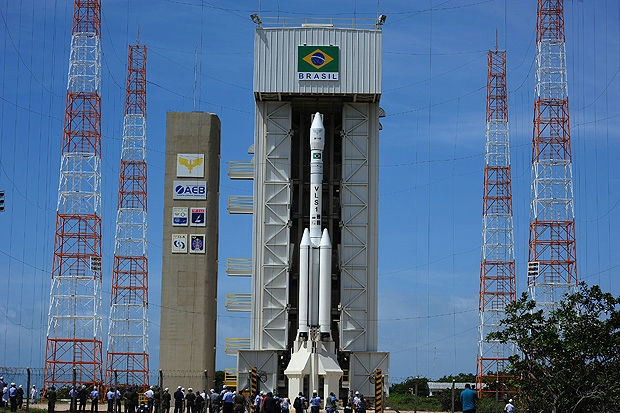
Maquette de la plateforme de lancement de VLS-1

Le programme spatial brésilien regroupe l'ensemble des activités spatiales civiles ou militaires du Brésil.

## Historique

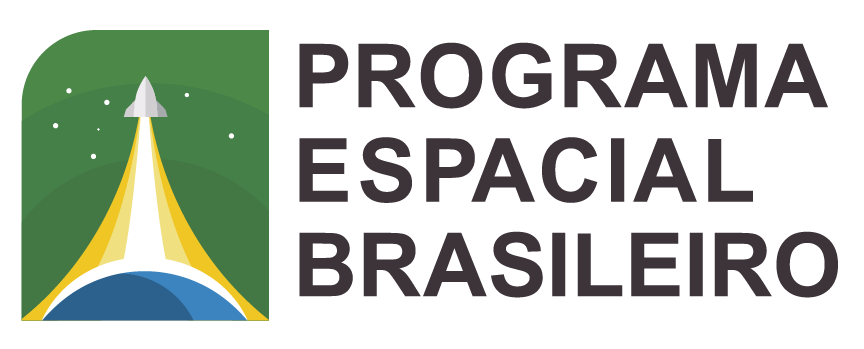
Symbole du programme spatial brésilien

Les principaux objectifs du programme spatial brésilien ont été fixés en 1979 par le MECB (Brazilian Complete Space Mission). Ce programme initial a été progressivement étendu notamment avec le programme CBERS. Le retour à un gouvernement dirigé par les civils après 20 ans de régime militaire (entre 1964 et 1985) ainsi que des pressions des États-Unis pour que le programme spatial soit démilitarisé ont conduit en 1994 à la création de l'Agence spatiale brésilienne (AEB) qui a remplacé la structure interministérielle COBAE qui dépendait des militaires. L'AEB établit un plan à 10 ans qui est actualisé tous les deux ans.

## La politique spatiale du Brésil
Le 15 juin 2021, le Brésil devient le premier pays sud-américain ainsi que le douzième au total à signer les Accords Artemis.

### Le budget spatial
En raison notamment de la situation économique difficile du pays, les moyens consacrés au spatial n'y sont pas conséquents et le financement de l'agence nationale s'avère par conséquent faible en comparaison d'autres pays. À compter de 2024, le budget alloué à l'AEB s'élevait à 135,62 millions de réaux, soit environ 22,6 millions d'euros. 

## Les organisations impliquées dans le programme spatial
Les principales structures impliquées dans le programme spatial brésilien sont :
- L'Agence spatiale brésilienne (Agência Espacial Brasileira) ou AEB définit le programme spatial et coordonne son application.
- Institut national de recherches spatiales ou INPE  (Instituto Nacional de Pesquisas Espaciais) est un centre de recherche consacré aux sciences spatiales et atmosphériques ainsi qu'au développement de l'ingénierie et des technologies spatiales. L'INPE a notamment construit le premier satellite brésilien, les satellites d'observation de la Terre CBERS (avec la Chine) et Amazonas.
- l'Institut d'aéronautique et de l'espace  ou IAE (Instituto de Aeronáutica e Espaço) développe les fusées-sondes et les lanceurs brésiliens.
- Institut Technologique Aéronautique  ou ITA  (Instituto Tecnológico de Aeronáutica) forme les ingénieurs de l'aéronautique mais également de l'astronautique.

## Les  installations de recherche et techniques
L'agence spatiale brésilienne gère deux bases de lancement :
- Le Centre de lancement d'Alcântara, située  dans l'État du Maranhão, sur la côte atlantique au nord-est du Brésil, inaugurée en 1990 est le site de lancement des lanceurs de satellites brésiliens. Le lanceur VLS-1 est tiré de cette base et le lanceur ukrainien Tsiklon-4 aurait dû l'être dans le futur.
- Le Centre de lancement de la Barreira do Inferno est plus ancienne (1965) base mais n'est utilisée pour les lancements de fusées-sondes.

Les autres structures techniques comprennent :
- Le Laboratoire de combustion et de propulsion (LCP) rattaché à l'INPE effectue des recherches et met au point les systèmes de propulsion des satellites
- Le Laboratoire d'intégration et de test (LIT) rassemble les installations qui permettent d'assembler et de tester les satellites brésiliens. Il comprend notamment des installations pour tester la résistance aux vibrations, l'exposition au vide, les vibrations et les interférences électromagnétiques. Il s'agit de la plus importante installation de ce type en Amérique du Sud.
- Le Centre de mission Cacheira Paulista (CPMC) est chargé d'exploiter les données des satellites brésiliens SCD en particulier pour les applications météorologiques et hydrologiques.

Le réseau de stations terrestres comprend ;
- Le centre de contrôle et de guidage (CRC) est chargé de la gestion opérationnelle des satellites de l'INPE
- La station de réception de données Cuiaba reçoit les données fournies par les satellites d'observation de la Terre Spot, Landsat, ERS et CBESR
- La station de télémétrie Fortaleza construite à la demande de la France pour permettre le suivi des lancements depuis Kourou est également utilisable pour les programmes nationaux.

## Les lanceurs brésiliens en cours de développement ou à l'étude
En 1979, le pays décide de fixer trois objectifs à son programme spatial MECB dont celui de développer un lanceur léger national baptisé VLS-1. Le lanceur VLS-1 est une fusée d'environ 50 tonnes comportant 4 étages utilisant une propulsion à propergol solide et capable de placer 380 kg sur une orbite basse. Les composants du nouveau lanceur sont testés dans le cadre du programme de fusées-sondes Sonda. Mais le  développement du lanceur est freiné à la fois par la faiblesse du budget qui lui est alloué et par l'embargo sur les importations de matériels sensibles imposé par les États-Unis en vertu du traité international MTCR et le premier essai n'a lieu qu'en 2003. Les trois tentatives de lancement sont des échecs. Avant la troisième tentative une explosion accidentelle détruit à la fois le lanceur, les installations de lancement et fait  21 morts parmi les techniciens. Le programme est un temps gelé puis est réactivé à la fin des années 2000 et un lancement est prévu en 2014.
Dans le cadre de son programme Cruzeiro do Sul (Croix du sud) le Brésil envisage  de développer de nouvelles versions reprenant certains composants du lanceur VLS-1 :
- VLS Alpha est un lanceur utilisant un étage supérieur à propergol liquide avec une capacité de 500 kg[3]
- VLS Beta qui comprend un nouvel étage à propergol solide et deux étages supérieurs à ergols liquides a une capacité de 800 kg (orbite basse).

Par ailleurs le Brésil développe avec une participation de l'Allemagne le lanceur VLM , version simplifiée du lanceur VLS-1, qui peut placer en orbite une charge utile de 150 kg.
Enfin l'Ukraine et le Brésil avaient entamé une collaboration à partir de 2006 pour le lancement de la fusée Tsiklon-4/Cyclone 4 depuis le Centre de lancement d'Alcântara. Ce nouveau lanceur ukrainien, évolution du Tsiklon 3, devait être capable de placer 5,5 tonnes en orbite basse et 1,7 tonne en orbite géostationnaire. Un premier lancement était programmé en 2015 mais le projet a été abandonné pour des raisons budgétaires cette année-là,.

## Le programme scientifique
Les activités spatiales scientifiques portent principalement sur l'étude de l'atmosphère terrestre, la géophysique spatiale et la radioastronomie. Les développements portent sur la conception et la réalisation de ballons-sondes, fusées-sondes et de satellites ainsi que des instruments embarqués.

### Les satellites SACI
Les satellites SACI sont les premiers satellites scientifiques développés par le Brésil. D'une masse de 60 kg le premier satellite de la série SACI-1 emporte quatre instruments destinés à étudier l'environnement spatial en orbite basse. Il est lancé en 1999 avec le satellite CBERS mais est victime d'un dysfonctionnement immédiatement après son lancement. Un deuxième  satellite SACI-2 plus lourd car emportant un transpondeur SCD est détruit  en 1999 lorsque le deuxième vol du lanceur national VLS-1 qui l'emporte est victime d'une défaillance de son seconde étage. Le programme est abandonné après cet échec.

### Lattes
L'INPE avait entamé une collaboration avec l'agence spatiale français, le CNES, qui devait permettre la construction de deux satellites scientifiques de 150 kg. L'origine de cette collaboration  était le développement d'une plateforme à bas cout pouvant être lancée par le satellite VLS-1. En 1993 le CNES décide de développer tout seul sa plateforme Proteus. L'INPE décide de mener tout seul les satellites MIRAX et EQUARS. Dans le cadre de son plan 2008-2011 l'agence spatiale brésilienne décide de fusionner les deux projets dans un satellite baptisé LATTES utilisant la plateforme PMM développée pour l'occasion. La charge utile issue d'EQUARS est composée d'instruments d'étude de l'atmosphère terrestre avec une emphase particulière sur le transport vertical d'énergie. Celle en provenance de MIRAX est un observatoire de rayons X.

## Les satellites d'application

### Les satellites d'observation de la Terre

#### Les satellites SCD
Le satellite Satélite de Coleta de Dados-1  (SCD-1) est le premier satellite entièrement développé par le Brésil. Ce petit satellite de 115 kg développé par l'INPE est un satellite expérimental destiné à collecter les données fournies automatiquement par des stations de mesure automatique situées sur Terre et en mer. Ces données sont utilisées par le Centre de prévision météorologique brésilien ainsi que par d'autres utilisateurs institutionnels. Le premier satellite de cette série a été lancé en 1993 par une fusée américaine Pegasus et il a fonctionné durant 14 ans. Un second satellite a été perdu lors de l'échec du premier test de la fusée nationale VLS-1. Un troisième satellite SDC-2 lancé par une fusée Pegasus le 23 octobre 1998 est toujours opérationnel en 2013. Les satellites CBERS sont également équipés du système de collecte de données SCD.

#### Le programme sino-brésilien CBERS
Les satellites CBERS sont des satellite d'observation de la Terre développés conjointement par le Brésil et la République populaire de Chine. Selon l'accord initial signé en 1988 la Chine finance 70 % du projet qui comprend également les équipements au sol et fournit la majorité de la charge utile. Le premier satellite est lancé en 1999 et deux autres en 2003 et 2007. Un deuxième accord signé en 2002 mais avec un partage de financement différent (50/50) prévoit le lancement de trois nouveaux satellites aux performances améliorées en 2013, 2014 et 2016. La Chine a développé de son côté, en dehors de cet accord, quatre satellites de reconnaissance militaires fortement inspirés des satellites CBERS.

#### Les satellites Amazônia
La série des Amazônia est la première famille de satellites d'observation de la Terre entièrement développé au Brésil. Amazônia-1 est également le premier satellite qui doit utiliser la plateforme PMM développée localement. Les satellites de cette série d'une masse d'environ 500 kg emportent une caméra à haute résolution anglaise et deux caméras grand angle développées au Brésil pour contrôler la déforestation de l'Amazonie et l'expansion urbaine depuis une orbite polaire. Le lancement du premier exemplaire Amazônia-1 a lieu en février 2021.

#### Le satellite d'observation des océans SABIA-Mar
SABIA-Mar est un projet de satellite développé avec l'Argentine dont l'objectif est l'étude de la flore, la faune et la topographie des eaux de l'Océan Atlantique qui baignent les côtes de l'Amérique du Sud. Le satellite doit mesurer la couleur et la température des eaux de l'Océan avec des instruments optiques fonctionnant en lumière visible et dans l'infrarouge. Le satellite opèrerait dans 16 bandes comprises entre 350 et 2130 nanomètres avec une résolution de 1 km et une fauchée de 2 800 km. Le Brésil souhaite lancer ce satellite en 2019.

#### Le satellite d'observation MAPSAR
Le satellite MAPSAR est un développement à parité avec l'agence spatiale allemande DLR. Celle-ci fournit la charge utile constituée par un radar à synthèse d'ouverture tandis que le Brésil fabrique la plateforme. La résolution prévue est de 3 à 20 km tandis que la fauchée serait de 20 à 55 km.

#### La participation au programme international GPM
Le Brésil est un des participants du programme GPM (Global Precipitation Measurement). Ce programme piloté par l'agence spatiale japonaise et la NASA a pour objectif de mesurer les précipitations de la planète tous les trois heures avec une résolution de 25x25 km. Le programme  rassemble plus de 50 participants. Le volet spatial de GPM prévoit un satellite pilote dont le lancement est planifié en 2014 et une constellation de petits satellites dont GPM-Br développé par le Brésil.

### Les satellites météorologiques
Le Brésil, qui dépend actuellement des satellites américains GOES et européens Meteosat veut disposer de son propre satellite géostationnaire pour collecter les informations météorologiques sur son territoire. Ce projet baptisé GEOMET-1, qui aurait pour objectif de fournir des données en infrarouge et en lumière visible toutes les 15 minutes, pourrait être développé pour un lancement en 2018.

### Sources
- F. Verger, R Ghirardi, I Sourbès-Verger, X. Pasco, L'espace nouveau territoire : atlas des satellites et des politiques spatiales, Belin, 2002
- (en) Brian Harvey, Henk H F Smid et Theo Pirard, Emerging space powers : The new space programs of Asia, the Middle East ans South America, Springer Praxis, 2010 (ISBN 978-1-4419-0873-5)
- [Présentation du programme spatial brésilien par l'agence spatiale pour la décennie 2005-2014 (2005)] (en) PNAE, National Program of space activities 2005-2014, 2005 (lire en ligne)
- [Présentation du programme spatial brésilien par l'agence spatiale pour la décennie 2012-2021 (2012)] (en) PNAE, National Program of space activities 2012-2021, 2012 (lire en ligne)

## Voir  aussi

### Liens  externes
- (pt) Site officiel de l'agence spatiale brésilienne
- (en) Site de l'INPE